# Vassiougan
La Vassiougan (en russe : Васюган, transcription du nom en langue selkoupe qui signifie « rivière jaune ») est une rivière de Russie, longue de 1 082 km, affluent gauche de l'Ob, qui coule dans la plaine de Sibérie occidentale. Le cours de la rivière est entièrement situé dans l'oblast de Tomsk.

## Géographie
La rivière prend sa source à une altitude de 140 mètres, non loin de la limite avec l'oblast de Novossibirsk, dans la partie nord des marais de Vassiougan, qui constitue avec ses 53 000 km2 le plus grand marais du monde. Son cours comprend de nombreux méandres et décrit un grand arc avant de se jeter dans l'Ob. Elle se jette dans ce dernier à Oust-Vassiougan, sept kilomètres en aval de la ville de Kargassok.
Dans son cours inférieur la rivière se divise en plusieurs bras formant de nombreuses îles et hauts-fonds. Les lacs et les bras morts sont nombreux aux alentours. Peu avant sa jonction avec l'Ob, la rivière a une largeur de 190 mètres et une profondeur de 2,3 mètres. La vitesse moyenne des eaux est de 0,8 m/s.
Son bassin, qui contient des gisements de gaz et de pétrole en exploitation, a une superficie de 61 800 km2. Le débit moyen de la rivière est de 328 m3/s. Elle gèle de novembre à mai.
En dehors de la saison d'hiver et en période de basses eaux, la Vassiougan est navigable sur 593 km à partir de Novy Vassiougan. En période de crues, ce chiffre peut passer à 886 km.

## Affluents
Les principaux affluents sont :
- La Niourolka (Нюролька) (rive droite), navigable sur 60 km
- La Tchijapka (Чижапка)  (rive droite)
- La Tchertala (Чертала) (rive gauche)
- L'Iaguyliakha (Ягылъяха) (rive gauche)

## Hydrométrie - Les débits mensuels à Naounak
La Vassiougan est une rivière abondante. Son débit a été observé pendant 15 ans (de 1957 à 1971) à Naounak, localité située à 63 kilomètres de sa confluence avec l'Ob. 
À Naounak, le débit annuel moyen ou module observé sur cette période était de 328 m3/s pour une surface de drainage de 58 300 km2, soit près de 95 % du bassin versant de la rivière. La lame d'eau d'écoulement annuel dans le bassin se montait de ce fait à 177 millimètres, ce qui est modéré et correspond aux mesures effectuées sur d'autres cours d'eau de la région.
Le débit moyen mensuel de la Vassiougan observé en mars (minimum d'étiage) est de 74,9 m3/s, soit environ 7,5 % du débit moyen du mois de juin (951 m3/s), ce qui illustre l'amplitude assez modérée pour la Sibérie des variations saisonnières. Les écarts de débits mensuels peuvent cependant être plus importants d'après les années : sur la durée d'observation de 15 ans, le débit mensuel minimal a été de 45,7 m3/s en mars 1957, tandis que le débit mensuel maximal s'élevait à 1 340 m3/s en juin 1970.
En ce qui concerne la période libre de glace (de juin à octobre inclus), le débit minimal observé a été de 94,8 m3/s en octobre 1966. Il n'est donc pas exagéré de dire que c'est un cours d'eau toujours abondant. 